# Lijst van straten in Doesburg
Dit is een lijst van straten in de gemeente Doesburg in de Nederlandse provincie Gelderland met hun oorsprong/betekenis.

## A
- Acaciastraat – Acacia, geslacht uit de vlinderbloemenfamilie
- Allersmaat –
- Angerloseweg – Weg naar Angerlo
- Armgardstraat –
- Asterstraat – Aster, plantengeslacht uit decomposietenfamilie

## B

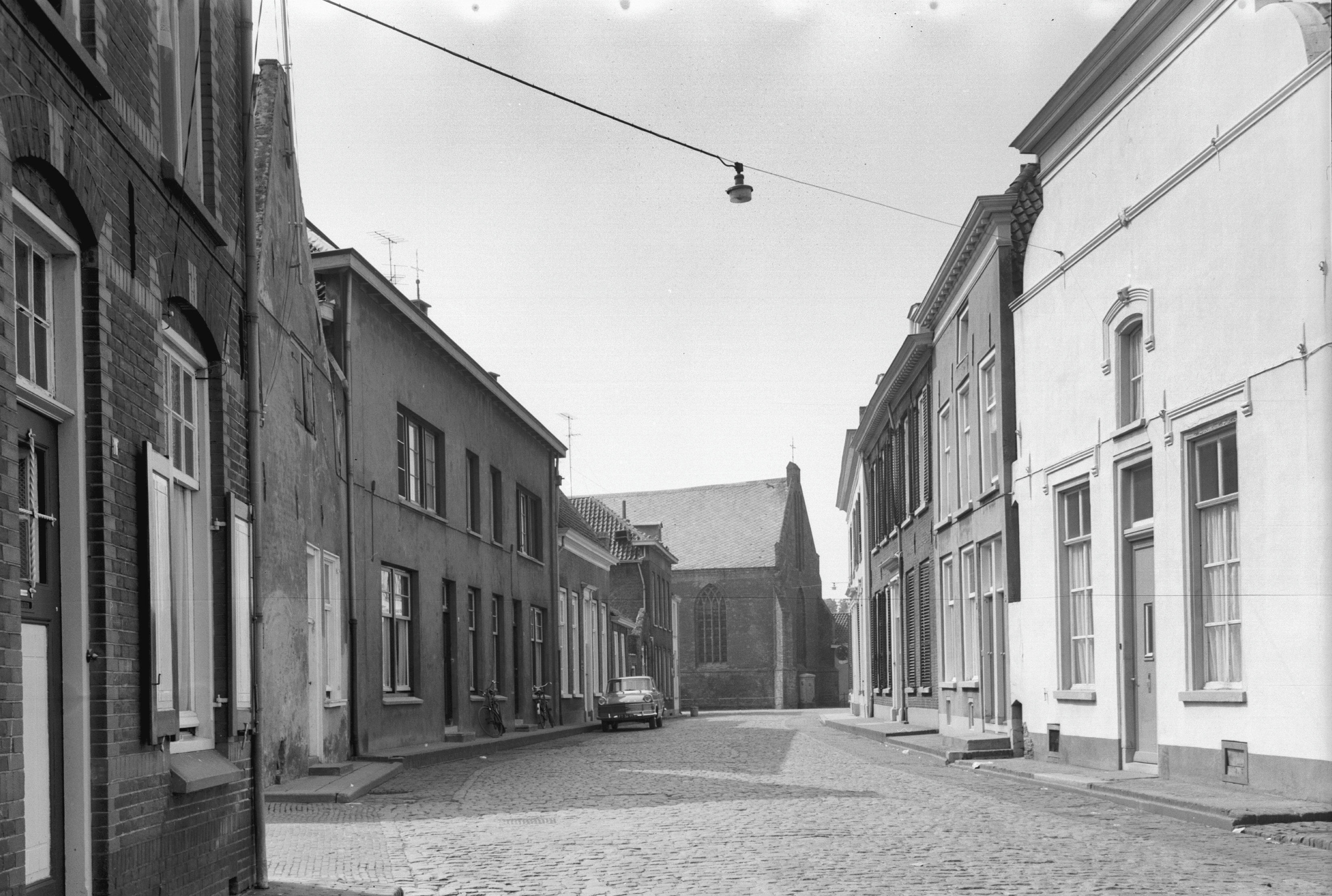
Bergstraat in 1963

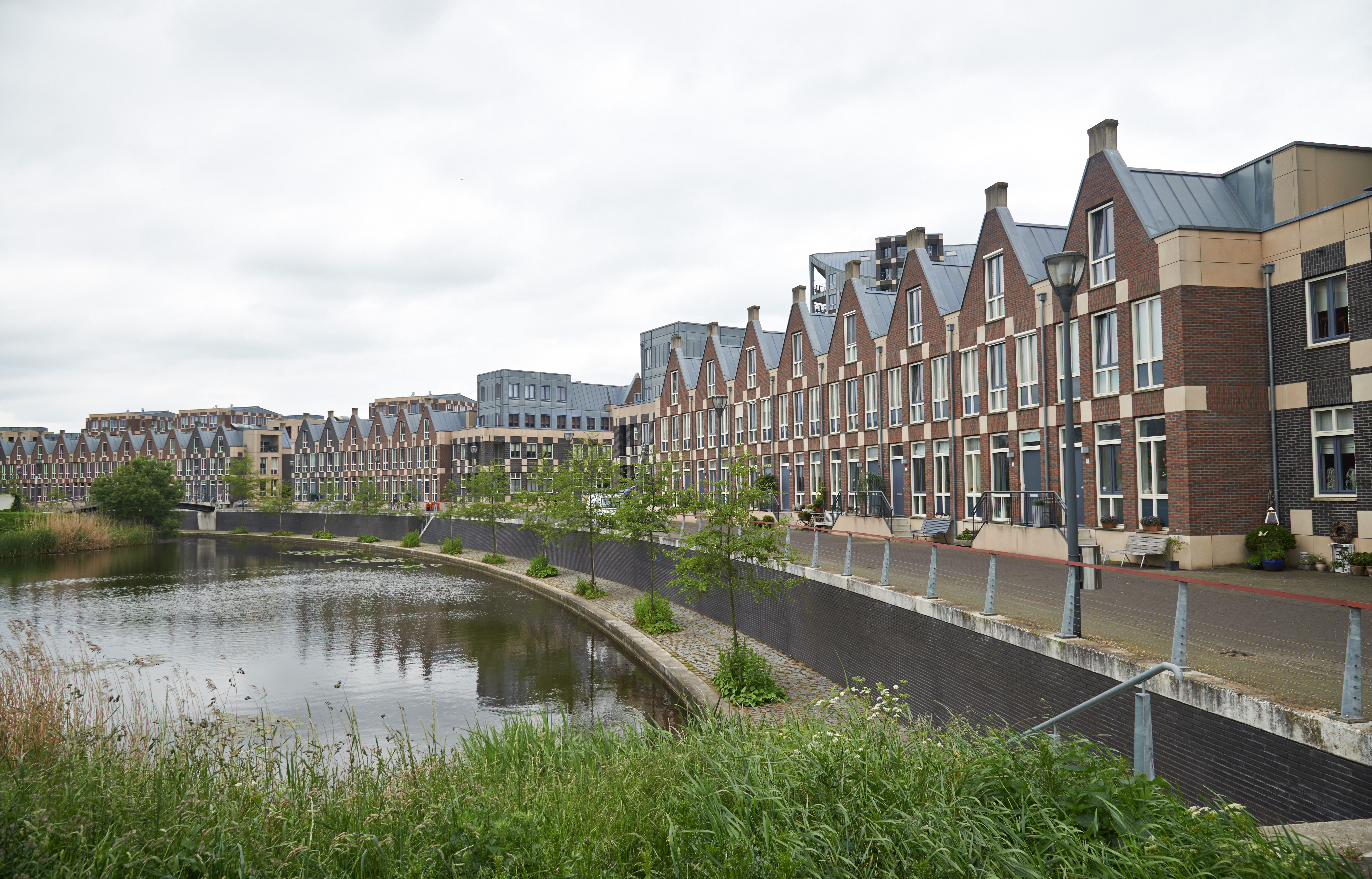
Bleekerskade

- Baerkenstraat – Baer(c)ken(s) of Bairken, vooraanstaande Doesburgse familie, die onder andere een aantal burgemeesters leverde in de 15e t/m 17e eeuw.[1][2]
- Barend Ubbinkweg – Barend Ubbink (1866-1932[3]), oprichter van de IJzergieterij Ubbink in Doesburg (1896).[4] Straat heette vroeger Angerlosedijk.[5]
- Beatrixstraat – Beatrix der Nederlanden (1938), eerste dochter en opvolgster van Juliana der Nederlanden
- Begoniastraat – Begonia, plantengeslacht uit de begoniafamilie
- Benscamp –
- Bergstraat –
- Berkumshof –
- Betulastraat – Betula of Berk, geslacht van loofbomen uit de berkenfamilie
- Beumerskamp –
- Bingerdenseweg – Weg naar Bingerden, een landgoed bij Angerlo
- Bleekerskade –
- Blomenbrinck –
- Boekholtstraat –
- Breedestraat – Straat van enige breedte
- Bresstraat –
- Broekhuizen –
- Broekhuizerweg –
- Burg. Flugi van Aspermontlaan – jhr. mr. Conradin Flugi van Aspermont (1928-1968), burgemeester van Doesburg van 1962 tot 1967[6]
- Burg. Keiserplein – Reinier Willem Keiser (1903-1967), burgemeester van Doesburg van 1946 tot 1956[6]
- Burg. Nahuyssingel – jhr. mr. Gerard Arnold Adriaan Nahuys (1879-1965), burgemeester van Doesburg van 1914 tot 1944[6]

## C
- Campstede –

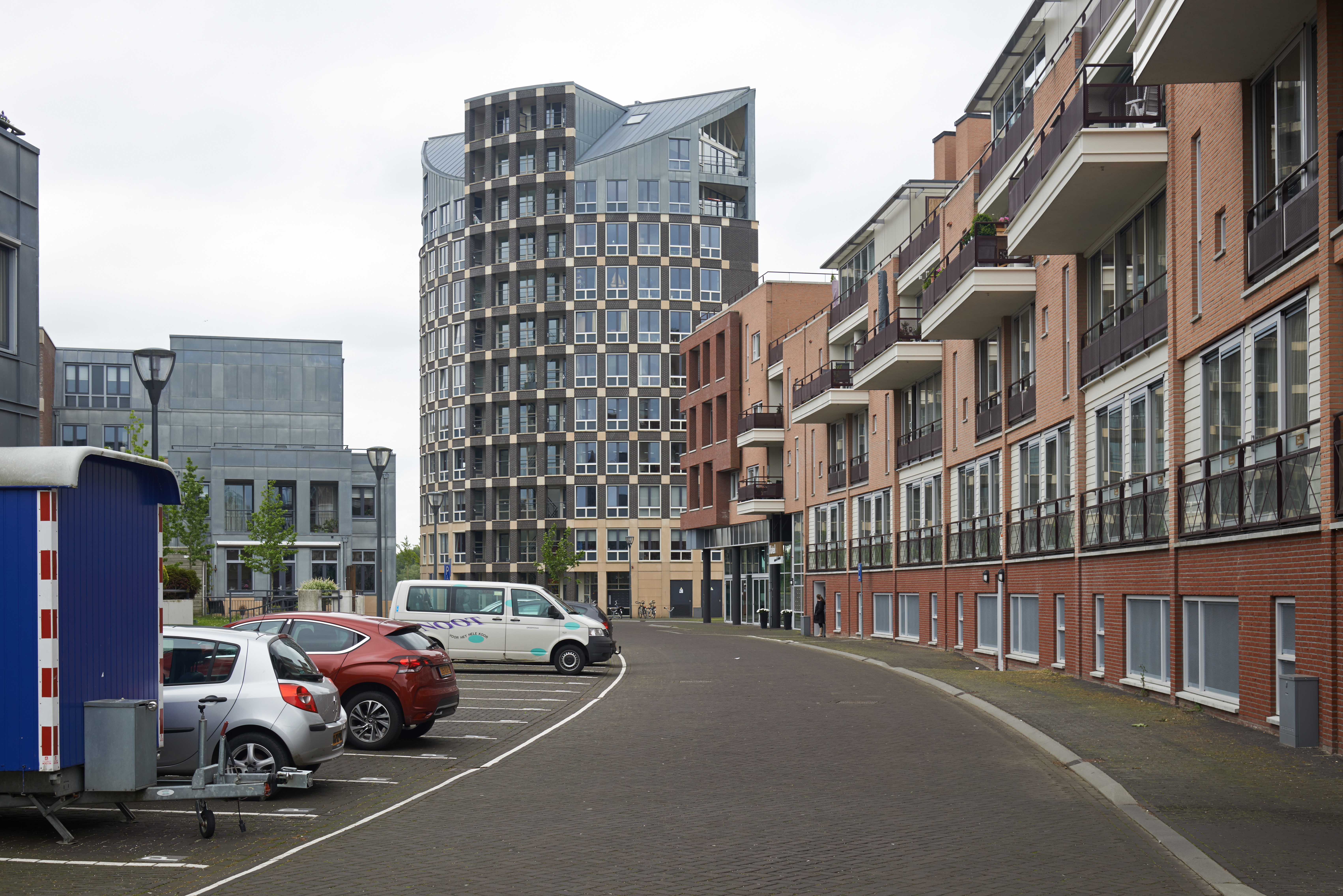
Contre Escarpe

- Chrysantenstraat – Chrysant, plantengeslacht uit de composietenfamilie
- Clematisstraat – Clematis, plantengeslacht van overwegend lianen uit de ranonkelfamilie
- Coehoornsingel – Menno van Coehoorn (1641-1704), Nederlands militair en vestingbouwkundige
- Contre Escarpe – Contre Escarpe onderdeel van de verdedigingslinie om de stad

## D
- De Bogaert – Bogaerd, oud symoniem voor boomgaard of bongerd, een met bomen beplant stuk grond waar vruchten of noten geteeld worden
- De Breide –
- De Grind –
- De Kilder –
- De Linie – Hoge en Lage Linie, begin 18e eeuw aangelegde
- De Pol – De Pol, oude boerderij[7]
- De Strijp –
- De Veste –
- Den Helder – Den Helder, gebied ten oosten van Doesburg[8]
- Deurvorststraat – Deurvorst, vooraanstaande Doesburgse familie in de 15e t/m 19e eeuw
- Didamseweg – Weg naar Didam
- Drempter Dijk – Drempterdijk, dijk langs de Oude IJssel tussen Doesburg en Drempt
- Duindoornstraat – Duindoorn, struik

## E
- Edelweiszstraat – Edelweiss, plant uit de composietenfamilie die voorkomt in hooggebergten
- Eekstraat – Eek, gedroogde bast van de eik
- Emmastraat – Emma van Waldeck-Pyrmont (1858-1934), tweede echtgenote van koning Willem III der Nederlanden en koningin-regentes der Nederlanden van 1890 tot 1898.
- Enghuizen – (Van) Enghuizen, adellijke Gelderse familie die in de 15e t/m 17e eeuw een belangrijke rol in Doesburg spoeelde. Enkele leden: Evert Frederik van Heeckeren, heer van Driebergen, Enghuizen ( 1755-1831), Hendrik Jacob Carel Johan van Heeckeren van Enghuizen (1785-1862) en Jacob van Heeckeren tot Enghuizen (1792-1884)[2]
- Esdoornlaan – Esdoorn, geslacht van loofbomen

## F
- F.D. Rooseveltsingel – Franklin Delano Roosevelt (1882-1945), Amerikaans politicus en 32e president van de Verenigde Staten van 1933 tot 1945
- Forsythiastraat – Forsythia, geslacht van struiken in de olijffamilie
- Fuchsiastraat – Fuchsia, plantengeslacht uit de teunisbloemfamilie

## G
- Gasthuisstraat – Straat waar vroeger het gasthuis stond
- Geerhuizen –
- Geraniumstraat – Geranium, plantengeslacht uit de Ooievaarsbekfamilie
- Goudenregenstraat – Goudenregen, plant uit de vlinderbloemenfamilie
- Grote Biesem –
- Grietstraat – Het Griet, gebied ten noordoosten van Doesburg, dat het schootsveld vormde van de Hoge Linie[7]
- Gruterstraat – Gruter(s), vooraanstaande Doesburgse familie, die onder andere een aantal burgemeesters leverde in de 15e t/m 17e eeuw.[2]

## H
- Halve Maanweg – Halve maan, in de hoofdgracht gelegen buitenwerk van een vesting. De halve maan komt al in het stadswapen van Doesburg voor op het oudst bekende stadszegel uit 1290.[9]
- Hanzeplein – Hanze, middeleeuws verbond van handelssteden
- Hanzeweg – Hanze, middeleeuws verbond van handelssteden
- Heerenstraat – Genoemd naar de Duitse heren - ridder- en priesterbroeders - van de Commanderije, het voormalige hof van de Duitse Orde en de residentie van de Commandeurpastoor , die aan deze straat ligt.[1]
- Heilige Geeststeeg – Heilige Geest, binnen het christendom beschouwd als de Geest van God
- Helmichstraat –
- Hermaat –
- Het Hoornwerck – Hoornwerk, buitenwerk van een vesting.
- Het Kerkepad –
- Het Mauritsveld – Terrein bij de Mauritskazerne die van 1866 tot 1945 aan het einde van de Ooipoortstraat stond.[10]
- Hettenstraat –
- Hoenhave –
- Hoogestraat –
- Hortensiastraat – Hortensia, familie van tweezaadlobbige planten, meest kruidachtige planten en heesters
- Huygenlaan – Huygen, vooraanstaande Doesburgse familie, die onder andere een aantal burgemeesters en rectors van de Latijnse school en rentmeesters leverde in de 15e t/m 17e eeuw[2][11]
- Hyacinthstraat – hyacint, bolgewas uit de aspergefamilie

## I
- Iepenstraat – Iep of olm, geslacht van loofbomen
- IJsselkade – Kade langs de IJssel
- Irisstraat – Iris of Lis, plantengeslacht uit de lissenfamilie

## J
- Juliana van Stolberglaan – Juliana van Stolberg (1506-1580), moeder van Willem van Oranje
- Julianastraat – Juliana der Nederlanden (1909-2004), koningin der Nederlanden van 1948 tot 1980

## K
- Kerkstraat – Straat bij de kerk

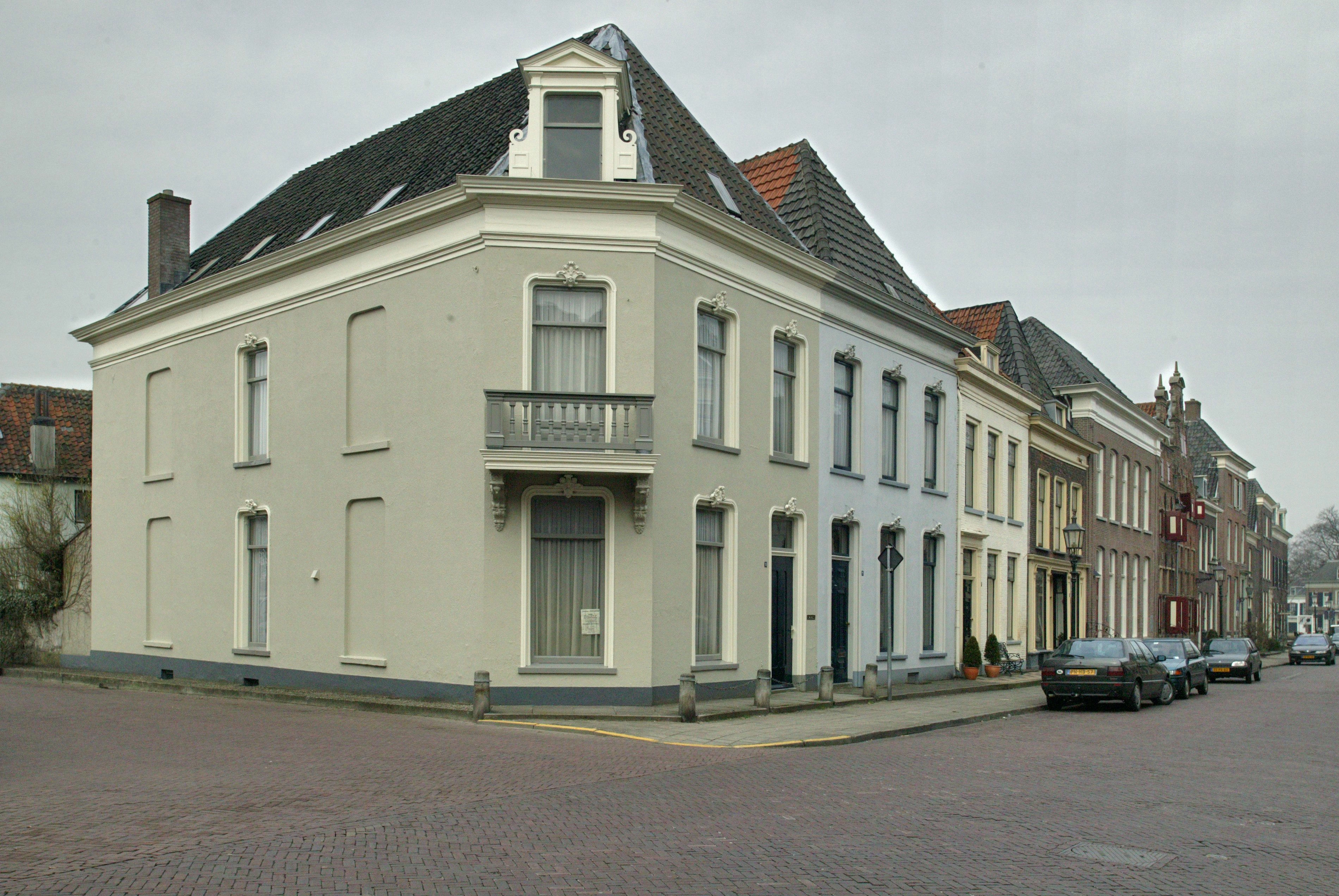
Koepoortstraat (rechts) en Korte Koepoortstraat (links)

- Ketjenstraat – Ketjen, vooraanstaande Doesburgse familie, o.a. Willem Cornelis Ketjen (1782-1858), burgemeester van Doesburg van 1840 tot 1857[2][6]
- Kleine Kerksteeg – smalle steeg naar de kerk
- Kleine Wal –
- Kloostersteeg – Steeg bij het klooster dat hier vroeger stond
- Kloosterstraat – Straat bij het klooster dat hier vroeger stond
- Koepoortdijk – Dijk bij de Koepoort
- Koepoortstraat – Straat naar de Koepoort
- Koepoortwal – Koepoortwal, deel van de stadswal nabij de Koepoort
- Koetsveldstraat – Koetsveld of Coesvelt, vooraanstaande Doesburgse familie, die onder andere een aantal burgemeesters en rentmeesters leverde in de 15e t/m 17e eeuw[2]
- Koldeweij –
- Koppelweg – De Koppel, gebied dat hier ten Zuiden van Doesburg lag[7]
- Koppenberch –
- Korte Koepoortstraat – Zijstraat van de Koepoortstraat
- Korte Veerpoortstraat – Zijstraat van de Veerpoortstraat
- Kostersteeg – Koster, kerkfunctionaris belast met de dagelijkse zorg voor het kerkgebouw
- Kosterstraat – idem
- Kraakselaan – De Kraak, gebied tussen de stadsmuren en de door Menno van Coehoorn begin 18e eeuw aangelegde Hoge en Lage Linie.[12] Er lag ook een eeuwenoude herberg "De Kraak".[5]

## L
- Leigraafseweg – Weg langs de Leigraaf, de waterloop die hier vroeger liep
- Lijsterbeslaan – Lijsterbes, geslacht van bomen en heesters uit de rozenfamilie
- Lindewal –
- Loddero –
- Looiersweg –
- Luykenhof –

## M
- Maartenshof –

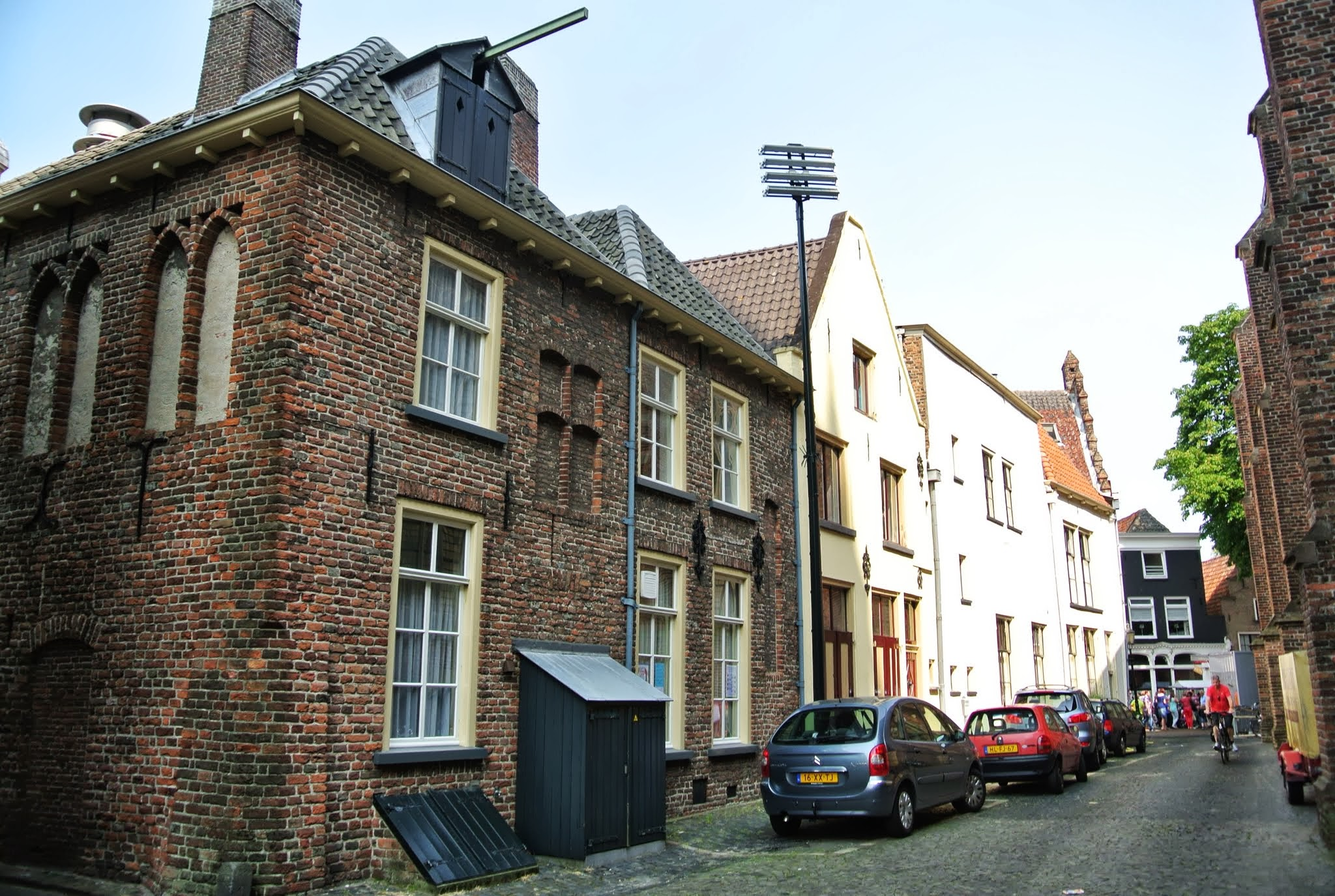
Markt achter de kerk met links de Kleine Kerksteeg

- Magnolialaan – Magnolia, plantengeslacht uit de Tulpenboomfamilie
- Margrietstraat – Margriet der Nederlanden (1943), derde dochter van Juliana der Nederlanden
- Marijkelaan – Marijke, vroegere roepnaam van Christina der Nederlanden (1947), vierde en jongste dochter van Juliana der Nederlanden
- Markt – Plein waar de markt plaatsvindt
- Meipoortstraat – Straat naar de Meipoort
- Meipoortwal – Meipoortwal, deel van de stadswal nabij de Meipoort
- Molengaarde –
- Molenveldsingel – Molenveld, het gebied bij de korenmolen. Tegenwoordig ligt hier de wijk Molenveld.[13]
- Monseigneur Bekkerslaan – mgr. Wilhelmus Marinus Bekkers (1908-1966), Nederlands rooms-katholiek bisschop

## N
- Nassaustraat – Huis Nassau, geslacht waaruit het Nederlandse vorstenhuis is voortgekomen
- Nieuwe Eekstraat – Verlenging van de Eekstraat
- Nieuwstraat –
- Notenstraat –

## O
- Oliemolensteeg –
- Ooipoort – Ooipoort, een van de poorten in de stadswal, aan de kant van het gebied De Ooij dat ten zuidoosten van de stad lag (en waar nu de wijk De Ooij ligt)[7]
- Ooipoortstraat – Straat naar de Ooipoort
- Oranjesingel – Vorstendom Oranje, waarvan Willem de Zwijger in 1544 prins werd

## P

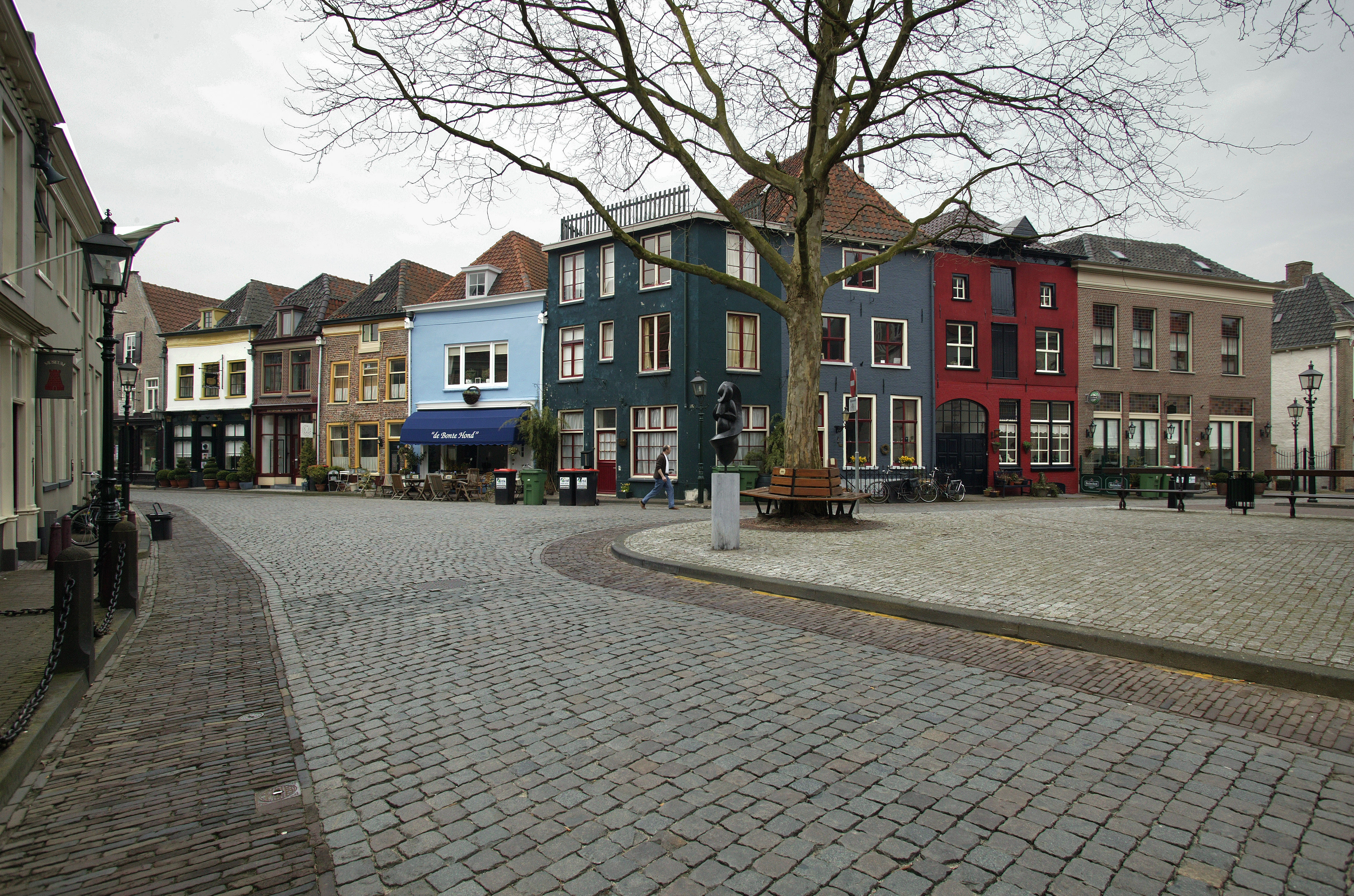
Roggestraat met rechts de Ph. Gastelaarsstraat

- Paardenmarkt – Naar de veemarkten die in Doesburg werden gehouden.[14]
- Panovenweg – Weg naar de panoven of steenfebriek die ten noorden van Doesburg lag
- Parallelweg – Weg die parallel loopt ten zuiden van de Provinciale Weg N338
- Parallelweg Den Helder – Weg door het gebied Den Helder die parallel loopt ten noorden van de Provinciale Weg N338
- Pastoor Blaisseweg – Willem Adriaan Jozeph Blaisse (1860-1937), pastoor te Drempt van 1910 tot 1935[15][16][17][18][noot 1]
- Philippus Gastelaarsstraat – Philippus (Flip) Gastelaars (1891-1944), Doesburgs drogist en verzetsman die als represaille voor een actie van het verzet op Landgoed Avegoor in Ellecom werd geëxecuteerd.[19][20][21]
- Potsmaat –
- Prins Bernhardplein – Bernhard van Lippe-Biesterfeld (1911-2004), prins-gemaal van Juliana der Nederlanden
- Prins Hendrikstraat – Hendrik van Mecklenburg-Schwerin (1876-1934), gemaal van Wilhelmina der Nederlanden
- Prunusstraat – Prunus, plantengeslacht uit de rozenfamilie
- Putpad –

## R
- Ribesstraat – Ribes, geslacht van struiken en bomen,waartoe andere de aalbes, kruisbes en zwarte bes behoren
- Richtersakker –
- Rietmaat –
- Rogacker – Roggeakker, akker waar rogge verbouwd wordt
- Roggestraat – Rogge, graansoort, die net als de overige granen behoort tot de grassenfamilie

## S
- Saltpoortdijk – Salt- of Veerpoort, een van de poorten in de stadswal
- Sandtakker –
- Schaepstraat – Schaep, vooraanstaande Doesburgse familie, die onder andere een aantal burgemeesters leverde in de 15e t/m 17e eeuw[2][11][22]
- Schout bij Nacht Doormansingel – Karel Doorman (1889-1942), Nederlands schout-bij-nacht
- Seringenlaan – Sering, plant uit de olijffamilie
- Smitsweide –
- Stenderinckstraat – Stenderinck, vooraanstaande Doesburgse familie in de 15e t/m 17e eeuw[2]

## T
- Te Wyle –
- Tengbergenstraat – mr. J.A. Tengbergen, burgemeester van Doesburg van 1816 tot 1839[6]
- Tricht –
- Turfhaven – Haven waar turf werd overgeslagen

## V

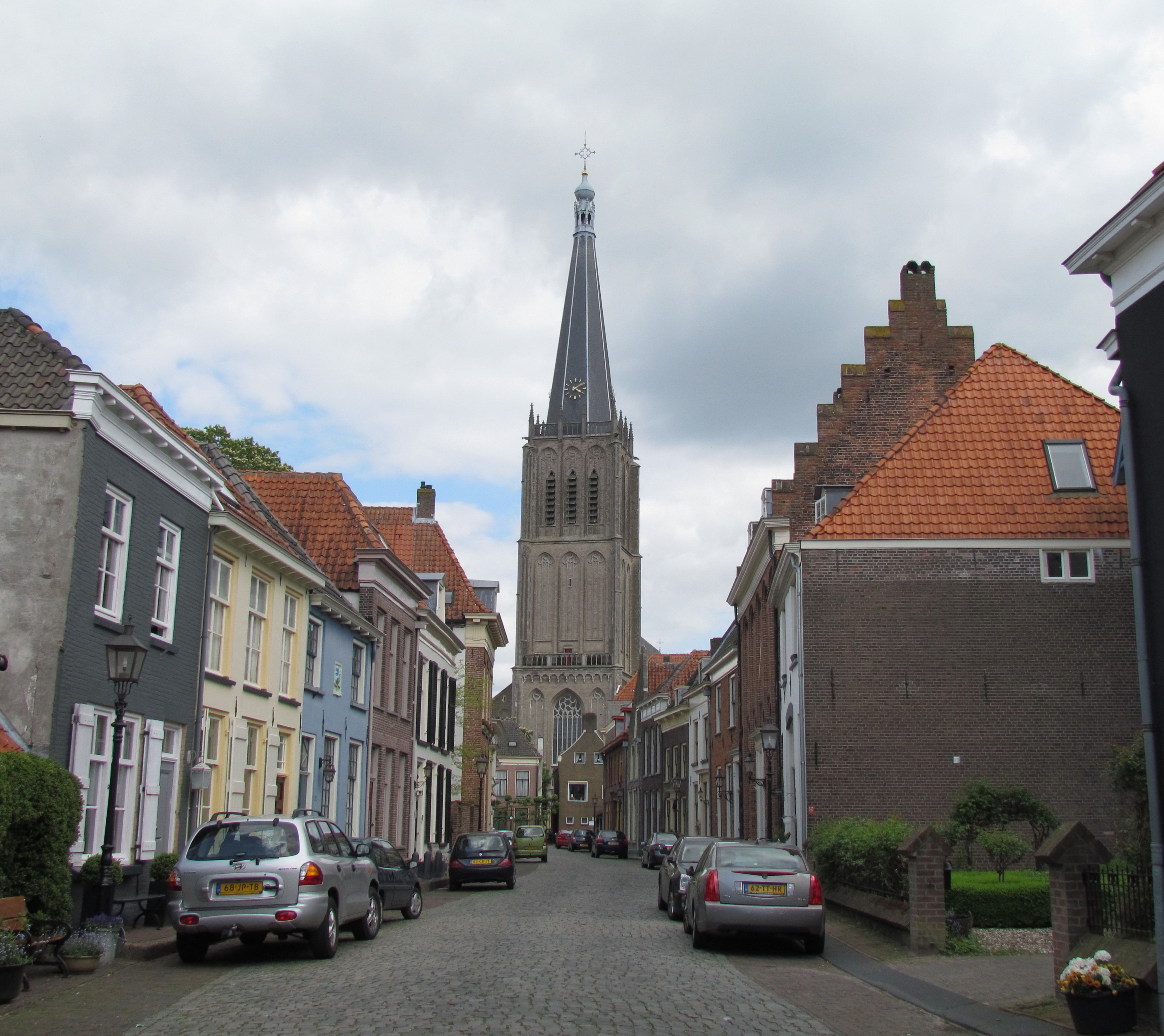
Veerpoortstraat

- Van Berchemstraat – Van Berchem, vooraanstaande Doesburgse familie, in de 15e t/m 17e eeuw. O.a. geestelijken en marine officieren.[23][24]
- Van Brakellaan – jhr. Willem de Vaynes van Brakell (1763-1843), Nederlands militair (kolonel). Commandant der Stad en Vesting Doesburg. Op 23 november 1813 behoedde hij de stad voor plundering door Franse troepen.[25][26]
- Van Grotenhuysstraat – Van (de) Gro(e)tenhu(i/y/e)s, vooraanstaande Doesburgse familie, die onder andere een aantal burgemeesters en rentmeesters leverde in de 15e t/m 17e eeuw[2]
- Van Kinsbergenstraat – Jan Hendrik van Kinsbergen (1735-1819), Nederlandse zeeofficier, auteur en filantroop, geboren in Doesburg
- Van Middachtenweg – Van Middachten, oud Gelders adellijk geslacht
- Van Pallandtstraat – Van Pallandt, oud adellijk geslacht. Een van de leden is mr. Frederik Jacob Willem baron van Pallandt van Keppel (1825-1888), burgemeester van Doesburg van 1873 tot 1883.
- Van Tuyllplein – Van Tuyll, oud Gelders geslacht dat tot de lagere landadel behoorde.[27] Een van de leden is Hendrik Nicolaas Cornelis van Tuyll van Serooskerken (1916-2017), burgemeester van Doesburg van 1956 tot 1962.
- Van Ubelstraat – Van Ubel(l)(e), vooraanstaande Doesburgse familie in de 15e t/m 17e eeuw.[2]
- Van Vierackerlaan –
- Veerpoortdijk – Dijk langs de IJsseloever nabij de Veer- of Saltpoort
- Veerpoortstraat – Straat naar de Veer- of Saltpoort
- Veerpoortwal – Veerpoortwal, deel van de stadswal nabij de Veer- of Saltpoort
- Veldweg –
- Verhuellweg – Verhuell of Ver Huell, vooraanstaande Doesburgse familie die veel voor Doesburg betekend heeft. Bekende leden: mr. Everhard Alexander Ver Huell, burgemeester van Doesburg van 1810 tot 1824[6], Carel Hendrik graaf Ver Huell (1764-1845), admiraal, politicus, Quirijn Maurits Rudolph Ver Huell (1787-1860), marine-officier en kunstschilder en Alexander Ver Huell (1822-1897), tekenaar en schrijver.[28]
- Vuurdoornstraat – Vuurdoorn geslacht van groenblijvende struiken uit de rozenfamilie

## W
- Waterstraat –
- Wemmersweerd –
- Wilgenstraat –
- Wilhelminastraat – Wilhelmina der Nederlanden (1880-1962), Koningin der Nederlanden van 23 november 1890 tot 4 september 1948.
- Willem de Zwijgerlaan – Willem van Oranje (1533-1584), ook bekend als Willem de Zwijger
- Windmolensteeg – Steeg naar de walmolen die tot 1945 tussen de Koepoort en de Veerpoort stond.[29]
- Windmolenstraat – Steeg naar de walmolen die tot 1945 tussen de Koepoort en de Veerpoort stond.[29]
- Winterpolstraat – Winterpol of Wintterpoyl, vooraanstaande Doesburgse familie in de 15e t/m 17e eeuw[2]

## Z
- Zandbergstraat –
- Zanderskamp –
- Zomerweg –